# Tanglin
Tanglin is een wijk of Planning Area centraal in de Central Region aan de kust van de stadstaat Singapore. Tanglin sluit in het zuidwesten aan op de Central Area.
De grote toeristische attractie in de wijk is de Singapore Botanic Gardens, sinds 2015 UNESCO werelderfgoed.